# Jubileu de Ouro de Vitória do Reino Unido

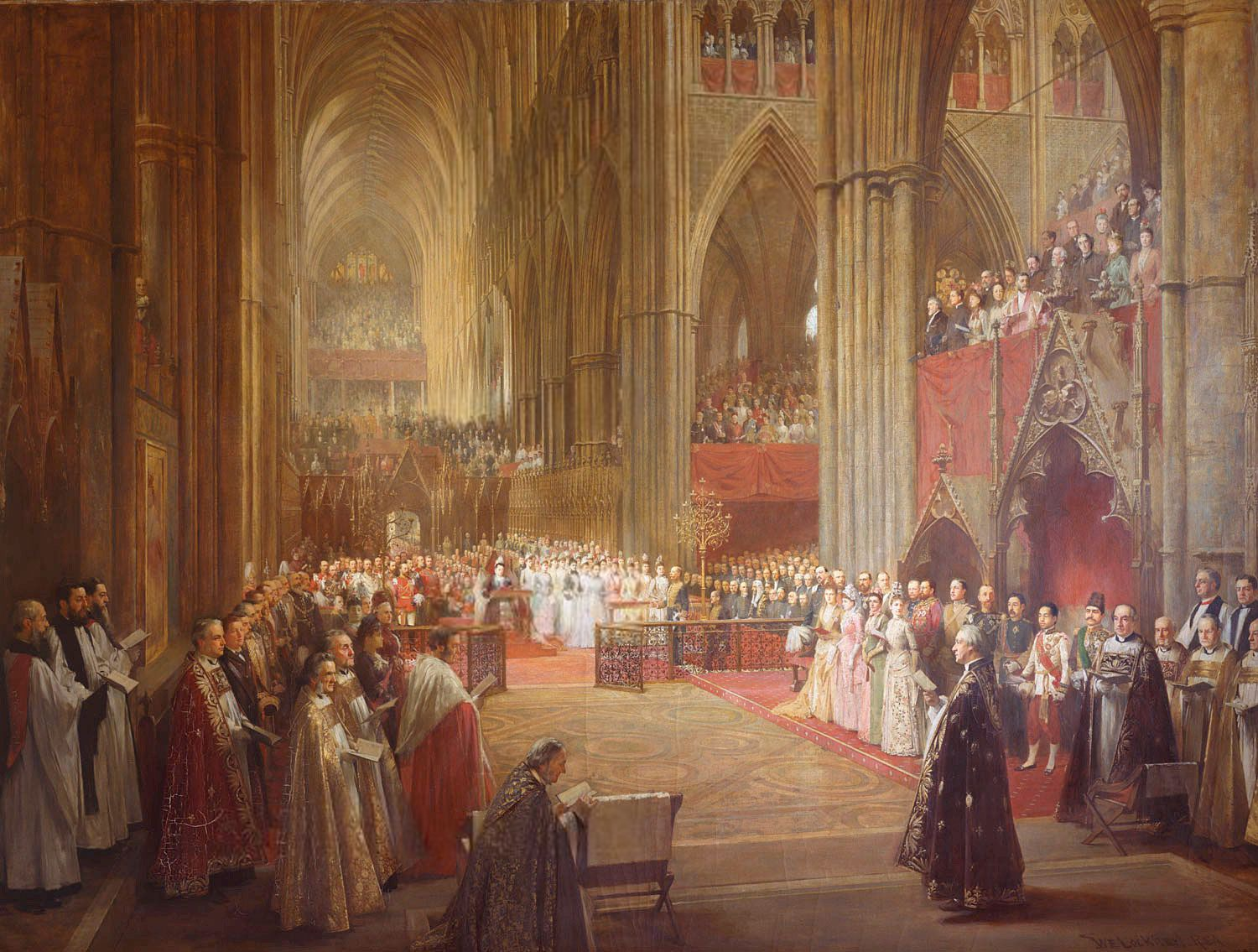
Serviço do Jubileu de Ouro da Rainha Vitória, Abadia de Westminster, 21 de junho de 1887 (1887–1890) por William Ewart Lockhart

O Jubileu de Ouro da Rainha Vitória foi celebrado em 20 de junho de 1887 por ocasião do quinquagésimo aniversário de sua ascensão em 20 de junho de 1837. Foi celebrado com um banquete para o qual 50 reis e príncipes europeus foram convidados.

## História
Em 20 de junho de 1887, a rainha tomava o café da manhã ao ar livre sob as árvores em Frogmore, onde o príncipe Alberto fora enterrado. Ela então viajou de trem do Castelo de Windsor para Paddington e depois para o Palácio de Buckingham para um banquete real naquela noite. Cinquenta reis e príncipes estrangeiros, juntamente com os dirigentes das colônias e domínios ultramarinos da Grã-Bretanha, compareceram. Ela escreveu em seu diário:
Tivemos um grande jantar em família. Todos os Royalties se reuniram na sala de proa e jantamos na sala de jantar, que parecia esplêndida com o bufê coberto com a placa de ouro. A mesa era uma grande ferradura, com muitas luzes acesas.
O rei da Dinamarca me acolheu e Willy, da Grécia, sentou-se do meu outro lado. Os príncipes estavam todos uniformizados e as princesas estavam todas lindamente vestidas. Depois fomos ao salão de baile, onde minha banda tocava.
No dia seguinte, ela participou de uma procissão em um landau aberto através de Londres até a Abadia de Westminster, escoltada pela cavalaria colonial indiana.
Durante as orações pela Rainha na Abadia, um raio de sol caiu sobre sua cabeça baixa, que a futura rainha Liliuokalani, do Havaí, observou como uma marca de favor divino.

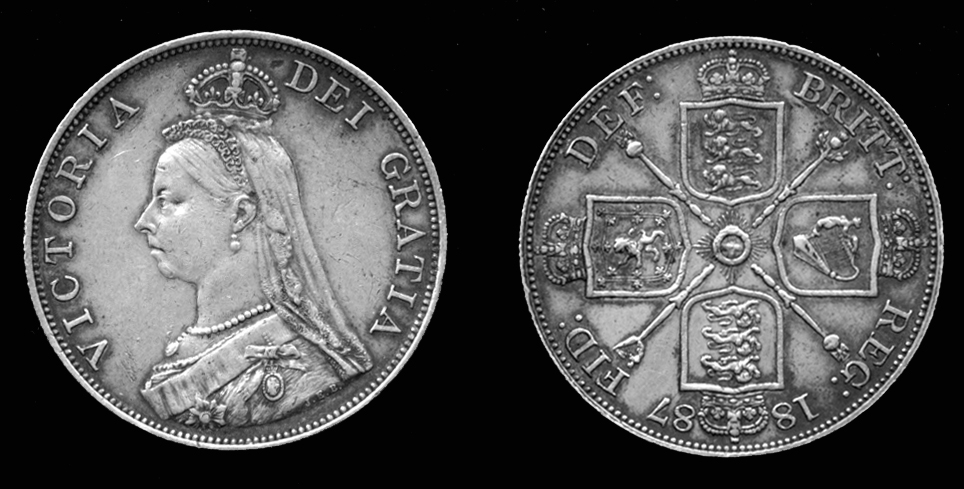
O duplo florim de prata do Victoria Jubileu de Vitória, atingiu 1887.

Em seu retorno ao palácio, ela foi para sua varanda e foi aplaudida pela multidão. No salão de baile, ela distribuiu broches feitos para o Jubileu para sua família. À noite, ela vestiu um vestido bordado com rosas prateadas, cardos e trevos e compareceu a um banquete. Depois disso, ela recebeu uma procissão de diplomatas e príncipes indianos. Ela foi então levada de cadeira para sentar e assistir a fogos de artifício no jardim do palácio.
No Jubileu, ela contratou dois muçulmanos indianos como garçons, um dos quais era Abdul Karim. Ele foi logo promovido a Munshi e lhe ensinou urdu, e atuou como balconista. Sua família e retentores ficaram chocados e acusaram Abdul Karim de espionar a Liga Patriótica Muçulmana e enviesar a rainha contra os hindus. Equerry Frederick Ponsonby (o filho de Sir Henry) descobriu que o Munshi havia mentido sobre seu passado e relatou a Lord Elgin, vice-rei da Índia, que "o Munshi ocupa muito a mesma posição que John Brown costumava fazer". Vitória negou suas queixas como preconceito racial. Abdul Karim permaneceu em seu serviço até que ele retornou à Índia com uma pensão por sua morte.

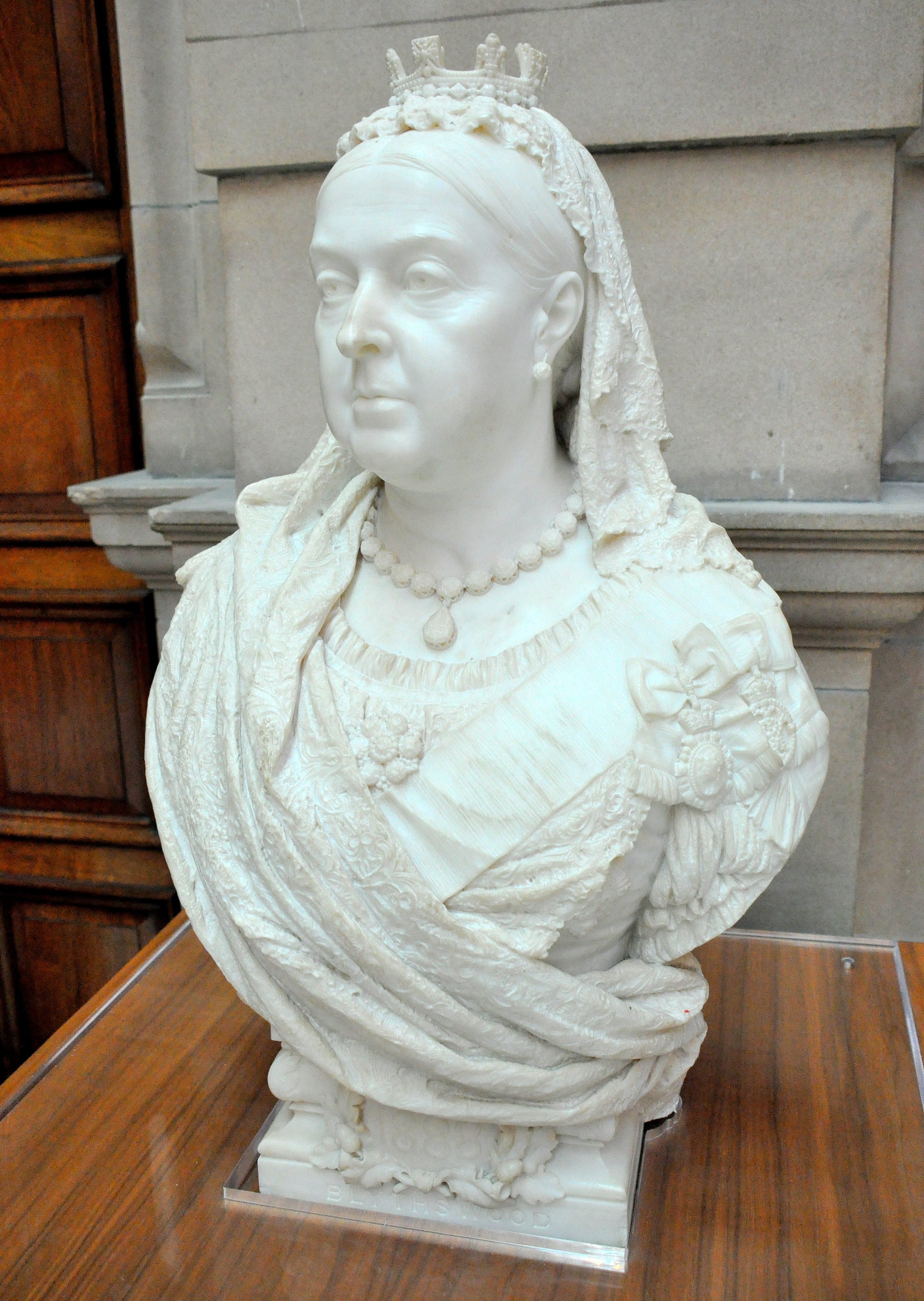
Busto em comemoração ao Jubileu de Ouro da rainha Vitória. Francis John Williamson, 1887. Galeria de arte de Kelvingrove e Museu, Glasgow, Reino Unido.

Um busto comemorativo de Vitória foi encomendado pelo escultor Francis John Williamson. Muitas cópias foram feitas e distribuídas por todo o Império Britânico.
Em 1887, a famosa "aldeia torta" de Denby Dale, lar da Denby Dale Pie Company, criou uma torta para comemorar o evento. Ele então estragaria, com um segundo cozido uma semana depois, ficando conhecido como a Torta da Ressurreição.
Black Elk, a Rainha Kapiʻolani e a Princesa Liliʻuokalani participaram do seu Jubileu de Ouro.
Como parte do ano jubilar, a Primeira Conferência Colonial foi realizada em Londres.
Uma Medalha especial de Jubileu de Ouro foi instituída e concedida aos participantes das celebrações do jubileu.
Em Malta, a cidade de Rabat, ou Rabato, em Gozo, foi promovida a uma cidade chamada "Victoria" em 10 de junho, por ocasião do Jubileu.